# Pristomyrmex
Pristomyrmex es un género de hormigas.

## Especies
- Pristomyrmex acerosus Wang, 2003
- Pristomyrmex africanus Karavaiev, 1931
- Pristomyrmex bicolor Emery, 1900
- Pristomyrmex bispinosus (Donisthorpe, 1949)
- Pristomyrmex boltoni Wang, 2003
- Pristomyrmex brevispinosus Emery, 1887
- Pristomyrmex browni Wang, 2003
- Pristomyrmex cebuensis Zettel, 2007
- Pristomyrmex coggii Emery, 1897
- Pristomyrmex collinus Wang, 2003
- Pristomyrmex costatus Wang, 2003
- Pristomyrmex cribrarius Arnold, 1926
- Pristomyrmex curvulus Wang, 2003
- Pristomyrmex distinguendus Zettel, 2006
- Pristomyrmex divisus Wang, 2003
- Pristomyrmex eduardi Forel, 1914
- Pristomyrmex erythropygus Taylor, 1968
- Pristomyrmex flatus Wang, 2003
- Pristomyrmex fossulatus (Forel, 1910)
- Pristomyrmex foveolatus Taylor, 1965
- Pristomyrmex fuscipennis (Smith, 1861)
- Pristomyrmex hamatus Xu & Zhang, 2002
- Pristomyrmex hirsutus Wang, 2003
- Pristomyrmex inermis Wang, 2003
- Pristomyrmex largus Wang, 2003
- Pristomyrmex levigatus Emery, 1897
- Pristomyrmex longispinus Wang, 2003
- Pristomyrmex longus Wang, 2003
- Pristomyrmex lucidus Emery, 1897
- Pristomyrmex mandibularis Mann, 1921
- Pristomyrmex minusculus Wang, 2003
- Pristomyrmex modestus Wang, 2003
- Pristomyrmex nitidissimus Donisthorpe, 1949
- Pristomyrmex obesus Mann, 1919
- Pristomyrmex occultus Wang, 2003
- Pristomyrmex orbiceps (Santschi, 1914)
- Pristomyrmex picteti Emery, 1893
- Pristomyrmex pollux Donisthorpe, 1944
- Pristomyrmex profundus Wang, 2003
- Pristomyrmex pulcher Wang, 2003
- Pristomyrmex punctatus (Smith, 1860)
- Pristomyrmex quadridens Emery, 1897
- Pristomyrmex quadridentatus (André, 1905)
- Pristomyrmex quindentatus Wang, 2003
- †Pristomyrmex rasnitsyni Dlussky & Radchenko, 2011
- Pristomyrmex reticulatus Donisthorpe, 1949
- Pristomyrmex rigidus Wang, 2003
- Pristomyrmex rugosus Zettel, 2006
- Pristomyrmex schoedli Zettel, 2006
- Pristomyrmex simplex Wang, 2003
- Pristomyrmex sulcatus Emery, 1895
- Pristomyrmex thoracicus Taylor, 1965
- Pristomyrmex trachylissus (Smith, 1858)
- Pristomyrmex trispinosus (Donisthorpe, 1946)
- Pristomyrmex trogor Bolton, 1981
- Pristomyrmex tsujii Sarnat & Economo, 2013
- Pristomyrmex umbripennis (Smith, 1863)
- Pristomyrmex wheeleri Taylor, 1965
- Pristomyrmex wilsoni Taylor, 1968